# Epipristis viridans
Epipristis viridans là một loài bướm đêm trong họ Geometridae.